# Généralité de Bayonne
 (décembre 2011).
Si vous disposez d'ouvrages ou d'articles de référence ou si vous connaissez des sites web de qualité traitant du thème abordé ici, merci de compléter l'article en donnant les références utiles à sa vérifiabilité et en les liant à la section « Notes et références ».
La généralité de Bayonne est une circonscription administrative de France et de Navarre créée en 1767 ; elle fut supprimée en 1774.

## Création
Le généralité de Bayonne fut établie en 1767, par la division de la généralité d'Auch et Pau en deux généralités : celle d'Auch, d'une part, et celle de Bayonne, d'autre part.
La généralité de Bayonne comprenait alors :
- trois pays d'états :
  - le royaume de Navarre,
  - le pays Soule,
  - le pays de Béarn ;
- deux pays et cinq villes abonnés :
  - le pays de Labourd,
  - le pays des bastilles de Marsan, Tursan et Gabardan,
  - les trois villes de Bayonne, Mont-de-Marsan et Acqs (aujourd'hui : Dax);
- un pays d'élection :
  - élection des Lannes ou Landes .

## Suppression et évolutions successives
En 1774, la généralité de Bayonne fut réunie à celle d'Auch pour former une généralité : celle d'Auch et Pau.
En 1775, les divisions de la Guyenne et de la Gascogne furent complément modifiées. Deux généralités : celle de Bordeaux et Bayonne, d'une part ; celle d'Auch et Pau, d'autre part.
En 1785, ces deux généralités furent divisées en trois nouvelles généralités : celle de Bordeaux, d'une part ; celle d'Auch, d'autre part ; celle de Pau et Bayonne, enfin.
La Généralité de Pau et Bayonne fut à nouveau supprimée en 1787 et son territoire réparti entre la Généralité d'Auch et celle de celle de Bordeaux.

## Liste des intendants de la généralité de Bayonne
| Date                    | Nom |
| ----------------------- | --- |
| 1767 - 28 novembre 1774 | Marius-Jean-Baptiste-Nicolas d'Aine (ou Daine) (28 décembre 1730 - 25 septembre 1804) chevalier, seigneur de Grandval, conseiller au Grand Conseil en 1757, maître des requêtes en 1757, fut pourvu de l'intendance de Bayonne en 1767. Il administra jusqu'à la réunion de cette intendance à celle d'Auch en 1774. Il fut nommé cette même année intendant de Limoges (1774-1783), puis intendant de Tours (1783-1790). Il émigre en 1791 et revient à Paris en 1801. |